# Joâo Turolla
Joâo Turolla (Ariano nel Polesine, 26 luglio 1915 – Eleutero, 9 novembre 1940) è stato un ufficiale italiano, medaglia d'oro al valor militare.
Morì durante la campagna italiana di Grecia, negli scontri che avvennero fra le truppe italiane e quelle greche sulle montagne dell'Epiro nelle prime fasi dell'invasione italiana, nell'ambito di una ritirata tattica tendente ad impedire l'accerchiamento della Divisione Alpina "Julia" nel novembre del 1940.

## Biografia
Nacque il 26 luglio 1915 ad Ariano nel Polesine (provincia di Rovigo), figlio di Primo e Annunciata Fruggeri. Si diplomò al Liceo Ginnasio "Bocchi" di Adria.

Studente universitario nella facoltà di Giurisprudenza dell'Università di Padova, fu arruolato il 26 giugno 1935 ed ammesso in ritardo nel Regio Esercito quale studente il 17 giugno 1936. Frequentò il Corso Allievi Ufficiali di complemento presso la Scuola di artiglieria alpina di Bra (CN) nel novembre dello stesso anno, uscendone aspirante ufficiale di artiglieria nel giugno 1937.
Destinato alla 13ª Batteria, Gruppo "Conegliano", 3º Reggimento artiglieria alpina di stanza a Udine, fu promosso sottotenente di complemento il 1º ottobre 1937 e congedato nel febbraio 1938.
Richiamato in servizio attivo il 5 aprile 1939, presso il centro di mobilitazione del Gruppo "Conegliano" del 3º Reggimento Artiglieria Alpina della Divisione Julia, partiva pochi giorni dopo per l'Albania,
Il 28 ottobre 1940 ebbe inizio l'attacco alla Grecia, con le truppe del Regio Esercito che, partendo dalle basi albanesi, entrarono nel territorio ellenico. Durante gli aspri combattimenti dovuti alla necessità contingente del ritiro delle truppe alpine per evitarne l'accerchiamento, il 9 novembre 1940 moriva eroicamente continuando a sparare sino all'ultimo con la mitragliatrice per coprire il riposizionamento dei commilitoni.
Gli fu conferita la Laurea "Honoris Causa" in Giurisprudenza.

## Riconoscimenti
Ariano nel Polesine, suo paese natale, ha intitolato al sottotenente Joâo Turolla:
- la Scuola Media Statale del capoluogo "Joâo Turolla"; nell'atrio interno è posizionato un busto in marmo che lo raffigura col cappello d'alpino, sormontante una lapide commemorativa a lui dedicata.
- una via del capoluogo, attuale Via Joâo Turolla.

Il Gruppo di Adria dell'Associazione Nazionale Alpini Sezione di Padova è intitolato a Joâo Turolla.
A Ioao Turolla era stato intitolato il nome della caserma della 13ª Batteria - Gruppo Conegliano - del 3º Reggimento Artiglieria Alpina nella sede greca di Argos nel novembre 1941.

## Inaugurazione della Caserma Ioao Turolla ad Argos

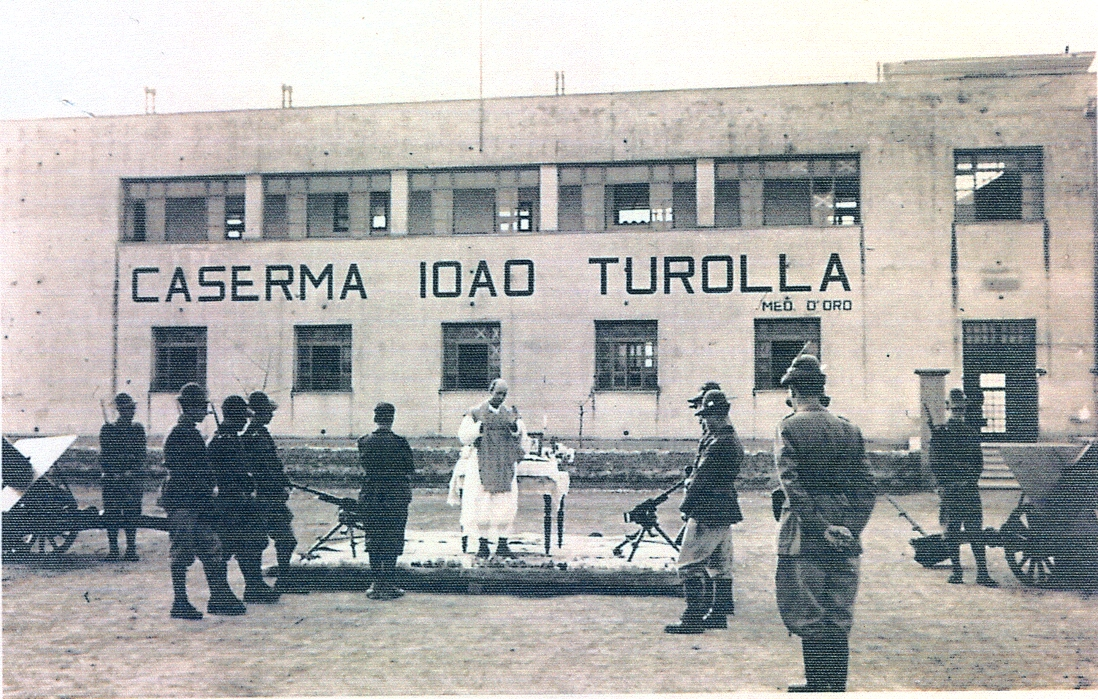
Caserma Argos1941-42 Ioao Turolla.
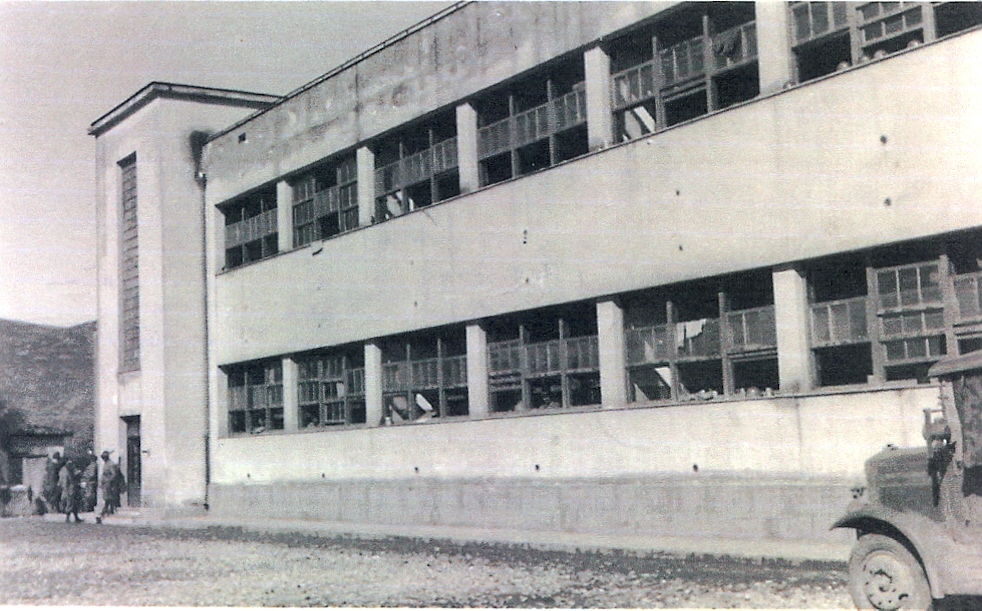
Caserma Argos1941-42 lato.
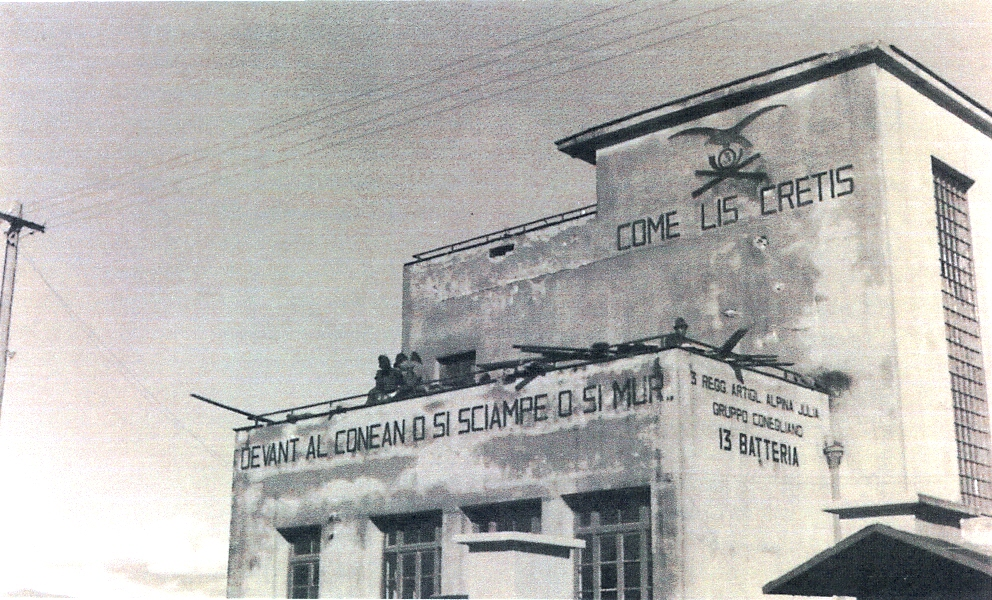
Caserma Argos1941-42 fronte.
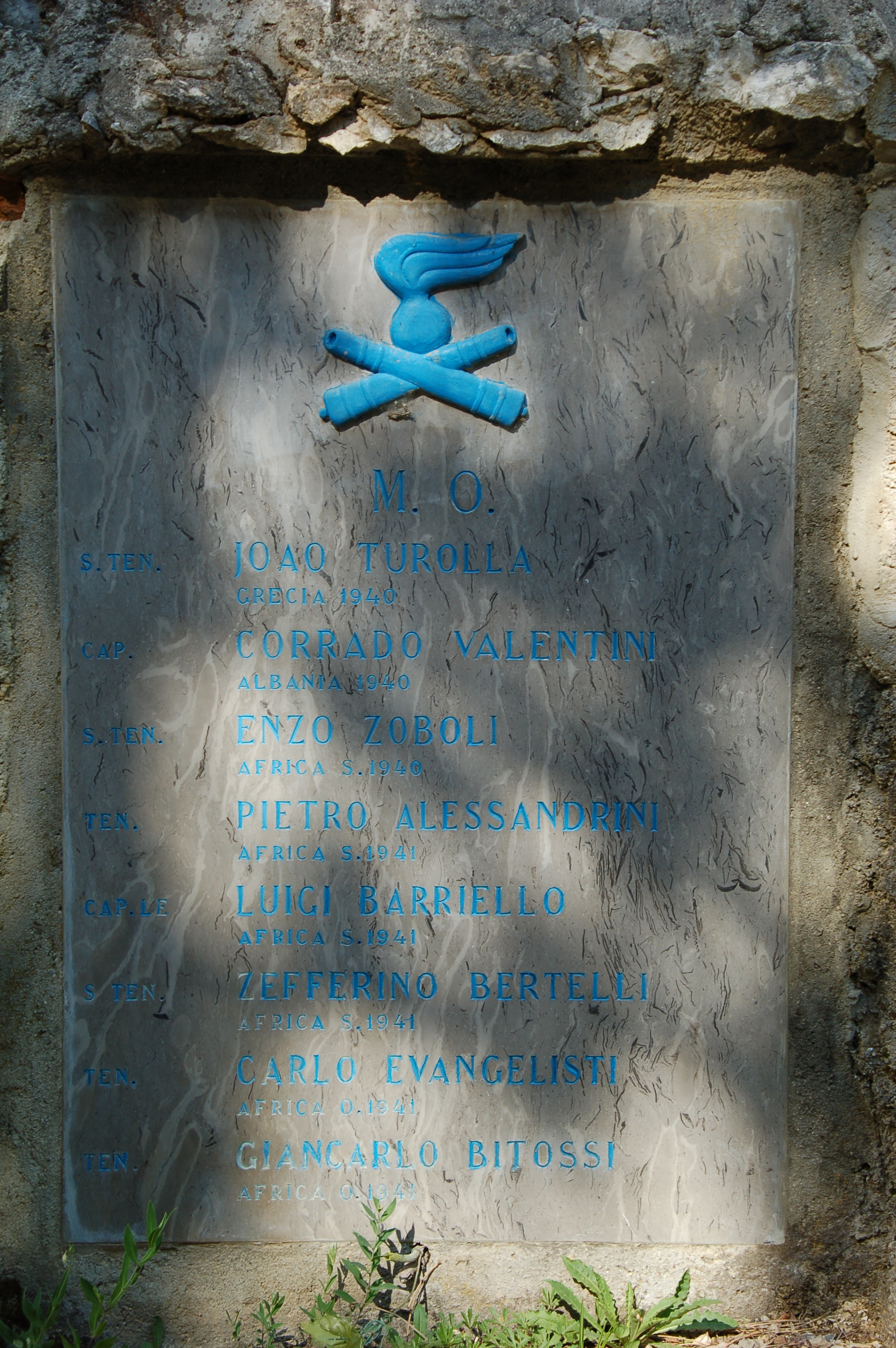
Lapide commemorativa del sottotenente Joao Turolla e altri artiglieri; Strada degli Artiglieri, Rovereto (TN)